# Jentry Chau az alvilág ellen
A Jentry Chau az alvilág ellen (eredeti cím: Jentry Chau vs. The Underworld) 2024-től vetített amerikai 2D-s számítógépes animációs természetfeletti akciósorozat, amelyet Echo Wu alkotott.
Amerikában és Magyarországon 2024. december 5-én a Netflix mutatta be.

## Szereplők

### Főszereplők
| Szereplő          | Eredeti hang   | Magyar hang     | Leírás |
| ----------------- | -------------- | --------------- | --- |
| Jentry Chau       | Ali Wong       | Pekár Adrienn   | Kínai-amerikai tinédzser, akit Szöulban lévő bentlakásos iskolából a texasi városba visznek, hogy megvédjék Mr. Chengtől. |
| Flora „Gugu” Chau | Lori Tan Chinn | Szórádi Erika   | Jentry nagynénje, akit Mr. Cheng megöl, de szellemként visszatér.                                                         |
| Ed                | Bowen Yang     | Pálmai Szabolcs | Jentry segédje, aki egy ugráló vámpír.                                                                                    |

### Mellékszereplők
| Szereplő        | Eredeti hang     | Magyar hang  | Leírás |
| --------------- | ---------------- | ------------ | --- |
| Michael Olé     | AJ Beckles       | Czető Roland | Jentry gyermekkori barátja és szerelme.                                                                                   |
| Kit             | Woosung Kim      | Czető Ádám   | Festett bőrű démon, aki emberi tinédzsernek adja ki magát, és beleszeret Jentrybe.                                        |
| Stella Gonzales | Cristina Milizia | Csifó Dorina | Michael barátnője, aki összebarátkozik Jentryvel.                                                                         |
| Mr. Cheng       | Greg Chun        | Varga Rókus  | Egy mogui által megszállt férfi, aki Jentryre vadászik a képességei miatt, hogy feléleszthesse elhunyt lányát, Xiao Lant. |

### Magyar változat
- Magyar szöveg: Tóth Gábor
- Hangmérnök: Bogdán Gergő
- Vágó: Házi Sándor
- Gyártásvezető: Bogdán Anikó
- Szinkronrendező: Dobay Brigitta
- Produkciós vezető: Haramia Judit

A szinkront az Iyuno Hungary készítette.

## Epizódok
| Sor. | Év. | Cím                                                                 | Rendező                                                | Író                                     | Premier                             |
| ---- | --- | ------------------------------------------------------------------- | ------------------------------------------------------ | --------------------------------------- | ----------------------------------- |
| 1.   | 1.  | A legrosszabb szülinap (Worst Birthday Ever)                        | Alexandria Kwan, Natasha Presler-Wicke és Hyunjoo Song | Echo Wu                                 | 2024. december 5. 2024. december 5. |
| 2.   | 2.  | 15 perc tüzes hírnév (Fifteen Minutes of Flame)                     | Jackie Cole                                            | Saba Saghafi és Tiffany So              | 2024. december 5. 2024. december 5. |
| 3.   | 3.  | A lány gyönggyel (Girl with a Pearl)                                | Natalie Wetzig és Mari Yang                            | Brittany Jo Flores                      | 2024. december 5. 2024. december 5. |
| 4.   | 4.  | Felejtsd el Alamót (Forget the Alamo)                               | Alexandria Kwan                                        | Peter Chen                              | 2024. december 5. 2024. december 5. |
| 5.   | 5.  | Eljön majd értem szívem választottja (Some Gui My Prince Will Come) | Jade Chang                                             | Julia Cooperman                         | 2024. december 5. 2024. december 5. |
| 6.   | 6.  | Szerelemben és háborúban nincs szabály (All's Fair in Love and War) | Alexandria Kwan                                        | Saba Saghafi és Tiffany So              | 2024. december 5. 2024. december 5. |
| 7.   | 7.  | Irány a Zhong (Into the Zhong)                                      | Natalie Wetzig és Mari Yang                            | Brittany Jo Flores                      | 2024. december 5. 2024. december 5. |
| 8.   | 8.  | Beszerzési akció (Fifteen Finger Discount)                          | Jackie Cole                                            | Peter Chen                              | 2024. december 5. 2024. december 5. |
| 9.   | 9.  | Mindenki jól jár (Everyone Wins)                                    | Alexandria Kwan                                        | Jade Chang                              | 2024. december 5. 2024. december 5. |
| 10.  | 10. | Csillagos éjszaka (A Night with the Stars)                          | Natalie Wetzig és Mari Yang                            | Echo Wu és James Hamilton               | 2024. december 5. 2024. december 5. |
| 11.  | 11. | Jó szándékkal kikövezve (Good Intentions)                           | Alexandria Kwan                                        | Echo Wu és James Hamilton               | 2024. december 5. 2024. december 5. |
| 12.  | 12. | Csak a változás állandó (Moonie Phases)                             | Jackie Cole                                            | Ryan Harer és Tanchelle "Nikki" Hudgens | 2024. december 5. 2024. december 5. |
| 13.  | 13. | Éjszaka az iskolában (Lock-In)                                      | Stanley Von Medvey                                     | Echo Wu és James Hamilton               | 2024. december 5. 2024. december 5. |

## A sorozat készítése
A sorozatot először 2023 márciusában mutatta be a Netflix, a szinkronszereplőkkel együtt, a showrunner Echo Wu volt. Wong, Aron Eli Coleite, Chris Prynoski, Shannon Prynoski, Antonio Canobbio és Ben Kalina a vezető producerek. Wu a South China Morning Postnak azt mondta, hogy a sorozat egy "szerelmes levél" a gyerekkorához.